# Luci addosso
Luci addosso è un singolo del cantautore italiano Deddy, pubblicato il 17 giugno 2022.

## Descrizione
Il brano, scritto dallo stesso cantautore con Alex Andrea Vella, in arte Raige, Andrea Pugliese, Emanuele Lovito e Matteo Di Nunzio, è prodotto da ITACA, team fondato dal duo musicale Merk & Kremont.

## Video musicale
Il video musicale, diretto da Emanuel Lo, è stato pubblicato in concomitanza all'uscita del brano attraverso il canale YouTube della Warner Music Italy.

## Tracce
Testi e musiche di Dennis Rizzi, Alex Andrea Vella, Andrea Pugliese, Emanuele Lovito e Matteo Di Nunzio.
1. Luci addosso – 2:47